# Islwyn Ffowc Elis
Islwyn Ffowc Elis (* 17. November 1924 in Wrexham, (Denbighshire); † 22. Januar 2004) war ein walisischer Schriftsteller.

## Leben
Er wurde als Sohn eines Farmers geboren. Nach Besuch der Llangollen Grammar School studierte er am University College of North Wales in Bangor sowie an mehreren theologischen Colleges. Bis 1959 war er als Prediger der Presbyterian Church of Wales tätig. Danach wirkte er als freischaffender Schriftsteller. Ab 1963 arbeitete er am Trinity College in Carmarthen als Dozent für Walisisch und Drama. In der Zeit von 1968 bis 1971 war er Redakteur und Übersetzer beim Welsh Books Council. Ab 1975 unterrichtete er Walisisch am St. David’s University College in Lampeter.
Islwyn Ffowc Elis verfasste Romane, Essays, Kurzgeschichten, Fernsehspiele, Hörspiele, Artikel und Musical-Libretti. Er schrieb auf Walisisch. Darüber hinaus arbeitete er auch als Übersetzer und Herausgeber.

## Werke (Auswahl)
- Cyn Oeri’r Gwaed, Essay, 1952
- Cysgod y Crymanw, Roman, 1953
- Ffenestri Tua’r Gwyll, Roman, 1955
- Yn Öl i Leifior, Roman, 1956
- Wythnos yng Nghymru Fydd, Roman, 1957
- Blas y Cynfyd, Roman, 1958
- Tabyrddau ’r Babongo, Roman, 1961
- Y Blaned Dirion, Roman, 1968
- Y Gromlech yn yr Haidd, Roman, 1971
- Eira Mawr, Roman, 1972
- Harris, Stück, 1973
- Marwydos, Kurzgeschichten, 1974